# Puente la Reina
Puente la Reina (baskijski: Gares) – gmina w Hiszpanii, w Nawarze, o powierzchni 39,71 km². W 2011 roku gmina liczyła 2835 mieszkańców.
Miasto jest ważnym miejscem przystankowym dla pielgrzymów na Drodze św. Jakuba zmierzających do Santiago de Compostela.